# Hypena propinqua
Hypena propinqua là một loài bướm đêm trong họ Erebidae.